# Dipterocarpus geniculatus
Dipterocarpus geniculatus är en tvåhjärtbladig växtart. Dipterocarpus geniculatus ingår i släktet Dipterocarpus och familjen Dipterocarpaceae.

## Underarter
Arten delas in i följande underarter:
- D. g. geniculatus
- D. g. grandis